# 中国横断新干线

中国横断新干线的大致规划路线

中国横断新干线（日语：／ Chugoku Ōdan Shinkansen */?）是连接冈山县冈山市至岛根县松江市的基本计划高速铁路路线（新干线），也被称为伯备新干线（日语：／ Hakubi Shinkansen */?）。本线1973年被指定为基本计划路线，截止2021年尚未有开工计划。

## 效益
据推算，中国横断新干线一旦实施，从米子到冈山的所需时间将减少到33分钟，从松江到冈山的所需时间将减少到44分钟，从出云到冈山的所需时间将减少到58分钟。
中国横断新干线（伯备新干线）整备推进会议称，在2031年动工、2045年完工、2046年部分区间与山阴新干线共用一起开始服务的情况下，建设费用在1.11万亿日元到1.27万亿日元左右，鸟取县区内生产总值将增加2.97万亿日元，人口增加8.5万人。岛根县区内生产总值将增加5.81万亿日元。人口增加17.8万人。

## 年表
建设沿革和促进团体中国横断新干线（伯备新干线）整备推进会议的活动如下:
- 1973年
  - 11月-根据《全国新干线铁道整备法》 ，中国横断新干线被确定为基本计划路线。
- 1992年
  - 鸟取县、岛根县和冈山县三个县的县议会议员结成“伯备线迷你新干线促进协议会(现 JR 伯备线高速化、新干线化促进三县议会议员协议会)”。
- 1993年
  - 中国地方5县知事结成“中国横断新干线整备促进协议会”。
- 1994年
  - 鸟取县、岛根县、冈山县结成中国横断新干线期成同盟会。
- 2018年-中国地区日本青年会议所举办签名活动，各市议会成立新干线议会联盟，经济团体等举办以新干线为主题的演讲会等。
  - 8月：中海·宍道湖·大山地区市长会总会和中海·宍道湖·大山地区经济协议会举行意见交换会，确认了为实现中国横断新干线（伯备新干线）而设立推进组织的方针。
  - 10月：中海·宍道湖·大山地区市长会总会的5个市长组成的“（暂称）中国横断新干线（伯备新干线）中海·宍道湖·大山地区整备推进会设立准备会”（会长：松江市长）成立。
  - 11月：准备会游说国家及相关国会议员，会见国土交通省官房审议官（铁道）寺田吉道。
  - 12月：准备会邀请国土交通省铁道局职员担任讲师，举办“关于新干线现状的研修会”。中海·宍道湖·大山地区的行政、议会、经济团体等150多人参加了此次活动。
- 2019年
  - 3月：准备会出席了自民党“铁路未来思考项目组”的听证会，说明中国横断新干线（伯备新干线）、山阴新干线的意义和必要性。
  - 5月：由中海·宍道湖·大山地区的市町村、市町村议会、经济团体等44个团体组成的“中国横断新干线（伯备新干线）整备推进会议”（会长：松江市长）正式成立。
  - 6月：推进会议游说国家及相关国会议员，会见国土交通大臣石井启一等。
  - 10月：由推进会议主办的总动员大会在安来市举行。除区域居民外，还有国会议员、行政、议会、经济团体等约500人参加。京都大学大学院藤井聪教授发表整备效果等内容。
  - 11月：推进会议游说国家及相关国会议员，会见国土交通副大臣青木一彦等。
- 2020年
  - 1月：推进会议完成中国横断新干线（伯备新干线）可行性调查研究等业务。
  - 2月：推进会议和区域5县议会议员联盟联合游说国家及相关国会议员，并会见了国土交通副大臣青木一彦等。
  - 6月：推进会议向国家及相关国会议员发送建设要求文件。
  - 11月：推进会议游说国家及相关国会议员，会见国土交通省铁道局次长寺田吉道。